# إيغور فرابليتس
إيغور فرابليتس (مواليد 19 يوليو 1965) هو لاعب كرة قدم. يلعب مع منتخب كندا لكرة القدم. سبق له أن لعب في كأس العالم لكرة القدم مع منتخب بلاده.

## روابط خارجية
- إيغور فرابليتس على موقع الاتحاد الدولي (مؤرشف)  (الإنجليزية)
- إيغور فرابليتس على موقع قاعدة بيانات كرة القدم.إي يو (الإنجليزية)
- إيغور فرابليتس على موقع ناشيونال فوتبول تيمز (الإنجليزية)
- إيغور فرابليتس على موقع أوليمبيديا (الإنجليزية)
- إيغور فرابليتس على موقع اللجنة الأولمبية الكندية (الإنجليزية)